# Старая Лутава
Старая Лутава (бел. Старая Лутава) — деревня в Бывальковском сельсовете Лоевского района Гомельской области Белоруссии.

## География

### Расположение
В 28 км на юго-запад от Лоева, 82 км от железнодорожной станции Речица (на линии Гомель — Калинковичи), 107 км от Гомеля.

### Гидрография
На востоке озеро Лутовское.

## Транспортная сеть
Транспортные связи по просёлочной, затем автомобильной дороге Брагин — Лоев. Планировка состоит из дугообразной, близкой к широтной ориентации улицы, к которой с востока присоединяется короткая прямолинейная улица. Застройка редкая, деревянная, усадебного типа.

## История
Обнаруженное археологами поселение эпохи позднего мезолита (в 0,7 км на север от деревни) свидетельствует о заселении этих мест с давних времён. По письменным источникам известна с XIX века как деревня Лутава в Деражицкой волости Речицкого уезда Минской губернии. В 1920-е годы деревня Лутава разделена на две: Старая Лутава и Новая Лутава. В 1931 году организован колхоз «Слава», работали кузница и ветряная мельница. Во время Великой Отечественной войны оккупанты в 1943 году сожгли деревню и убили 8 жителей. Согласно переписи 1959 года в составе колхоза «Днепровец» (центр — деревня Севки). Располагались библиотека, фельдшерско-акушерский пункт.
До 31 декабря 2009 года в составе Севковского сельсовета.

## Население

### Численность
- 1999 год — 26 хозяйств, 47 жителей.

### Динамика
- 1908 год — 60 дворов, 420 жителей.
- 1930 год — в деревне Старая Лутава 47 дворов, 266 жителей.
- 1940 год — 69 дворов, 341 житель.
- 1959 год — 165 жителей (согласно переписи).
- 1999 год — 26 хозяйств, 47 жителей.